# Neujahrskonzert der Wiener Philharmoniker 1947

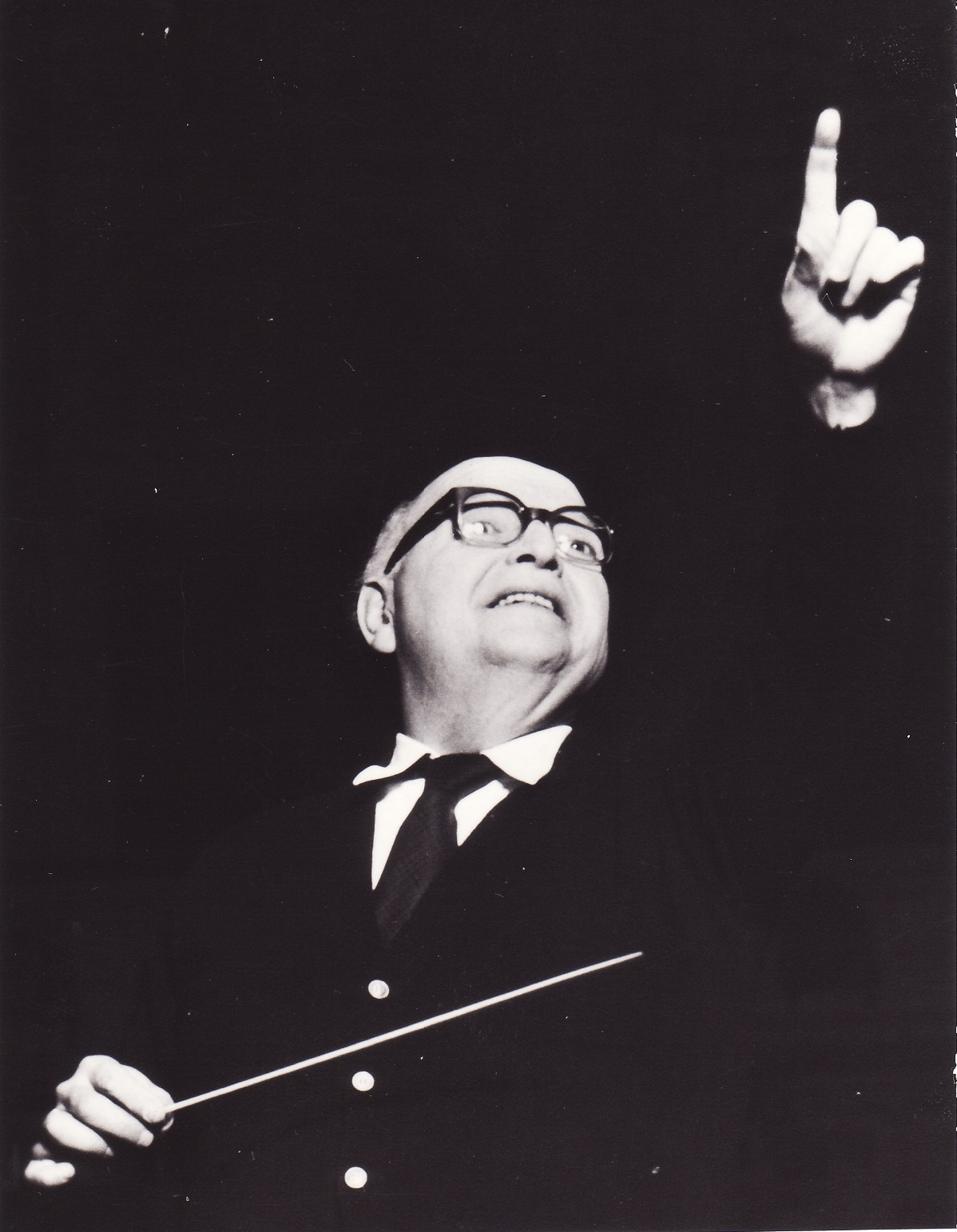
Josef Krips dirigiert

Das Neujahrskonzert der Wiener Philharmoniker 1947 gilt als das siebente Neujahrskonzert der Wiener Philharmoniker und fand am 1. Jänner 1947 im Goldenen Saal des Wiener Musikvereins statt. Dirigiert wurde es zum zweiten Mal von Josef Krips, der danach nie wieder für ein solches Dirigat eingeladen wurde.

## Zusammenfassung
Streng genommen war es das zweite Neujahrskonzert der Wiener Philharmoniker, denn erst Josef Krips führte 1946, das Jahr davor, diesen Titel ein, der 1947 und fortan beibehalten wurde. Überdies war es das achte Konzert zum Jahreswechsel, denn zur Jahreswende 1939/40 gab es bereits ein Außerordentliches Konzert der Wiener Philharmoniker, welches allerdings am Silvesterabend 1939 stattfand. Seit 1941 wurde es von Clemens Krauss geleitet, der allerdings wegen seiner Nähe zum NS-Regime unter Dirigierverbot stand. 
Josef Krips übernahm das Neujahrskonzert der Wiener Philharmoniker 1946 (in diesem Artikel umfangreichere Ausführungen zu den Dirigaten von Josef Krips 1946 und 1947) und auch dieses Konzert. Mit der Aufhebung dessen Dirigierverbotes wurde es 1948 wieder von Clemens Krauss übernommen, gedankt wurden Josef Krips seine Leistungen nicht.

## Programm

### Hauptprogramm
1. Johann Strauss (Sohn): Ouvertüre zur Operette Der lustige Krieg*
2. Josef Strauss: Dorfschwalben aus Österreich, Walzer, op. 164*
3. Johann Strauss (Sohn): Annen-Polka, op. 117
4. Josef Strauss: Eingesendet, Polka schnell, op. 240
5. Johann Strauss (Sohn): Wein, Weib und Gesang, Walzer, op. 333*
6. Josef Strauss: Extempore, Polka française, op. 241*
7. Johann Strauss (Sohn): Banditen-Galopp, op. 378*
8. Johann Strauss (Sohn): Ouvertüre zur Operette Waldmeister*
9. Johann Strauss (Sohn): Freuet euch des Lebens, Walzer, op. 340*
10. Johann Strauss (Vater): Piefke und Pufke, Polka, op. 235*
11. Johann Strauss (Sohn): Kaiser-Walzer, op. 437
12. Johann Strauss (Sohn) und Josef Strauss: Pizzicato-Polka
13. Johann Strauss (Sohn): Perpetuum mobile, Musikalischer Scherz, op. 257
14. Johann Strauss (Sohn): Ouvertüre zur Operette Die Fledermaus

### Zugabe
1. Johann Strauss (Vater): Radetzky-Marsch, op. 228

Werkliste und Reihenfolge sind der Website der Wiener Philharmoniker entnommen.
Die mit * gekennzeichneten Werke standen erstmals auf dem Programm eines Neujahrskonzertes.

## Besetzung (Auswahl)
- Josef Krips, Dirigent
- Wiener Philharmoniker